# 半田市景観重要建造物
半田市景観重要建造物（はんだしけいかんじゅうようけんぞうぶつ）は、愛知県半田市が景観法に基づいて指定した景観重要建造物である。2022年（令和4年）12月1日時点で8件が指定されている。

## 一覧
| 指定番号 | 画像 | 名称                       | 所在地                         | 指定年月日                | 備考                          |
| -------- | ---- | -------------------------- | ------------------------------ | ------------------------- | ----------------------------- |
| 第1号    |      | 半田赤レンガ建物           | 半田市榎下町8番地              | 2014年（平成26年）1月7日  | 登録有形文化財 近代化産業遺産 |
| 第2号    |      | 新美南吉の生家             | 半田市岩滑中町一丁目83番地     | 2014年（平成26年）1月7日  |                               |
| 第3号    |      | 旧藤友呉服店               | 半田市亀崎町四丁目141番地      | 2014年（平成26年）1月7日  |                               |
| 第4号    |      | 旧中埜半六邸               | 半田市中村町一丁目7番地        | 2015年（平成27年）3月10日 |                               |
| 第5号    |      | 望洲楼                     | 半田市亀崎町三丁目71番地       | 2015年（平成27年）3月10日 |                               |
| 第6号    |      | かみや美術館分館 南吉の家  | 半田市平和町七丁目60番地2      | 2016年（平成28年）3月15日 | 半田市有形文化財              |
| 第7号    |      | 成田家の本宅               | 半田市亀崎町三丁目178番地1     | 2017年（平成29年）4月1日  |                               |
| 第8号    |      | 聖イオアン・ダマスキン聖堂 | 半田市乙川西ノ宮町三丁目33番地 | 2020年（令和2年）3月10日  | 半田市有形文化財              |